# Ken Block
Kenneth Paul Block (Long Beach, 1967. november 21. – 2023. január 2.) amerikai autó- és motorversenyző, valamint a DC Shoes amerikai ruházati vállalat társalapítója. Ismert továbbá több internetes Gymkhana videóiról, melyekben a raliversenyzés határait mutatja be. 
Versenyzői pályafutása során volt a Subaru, a Ford és az Audi gyári támogatott versenyzője is. 

## Pályafutása

### Rali és Ralikrossz

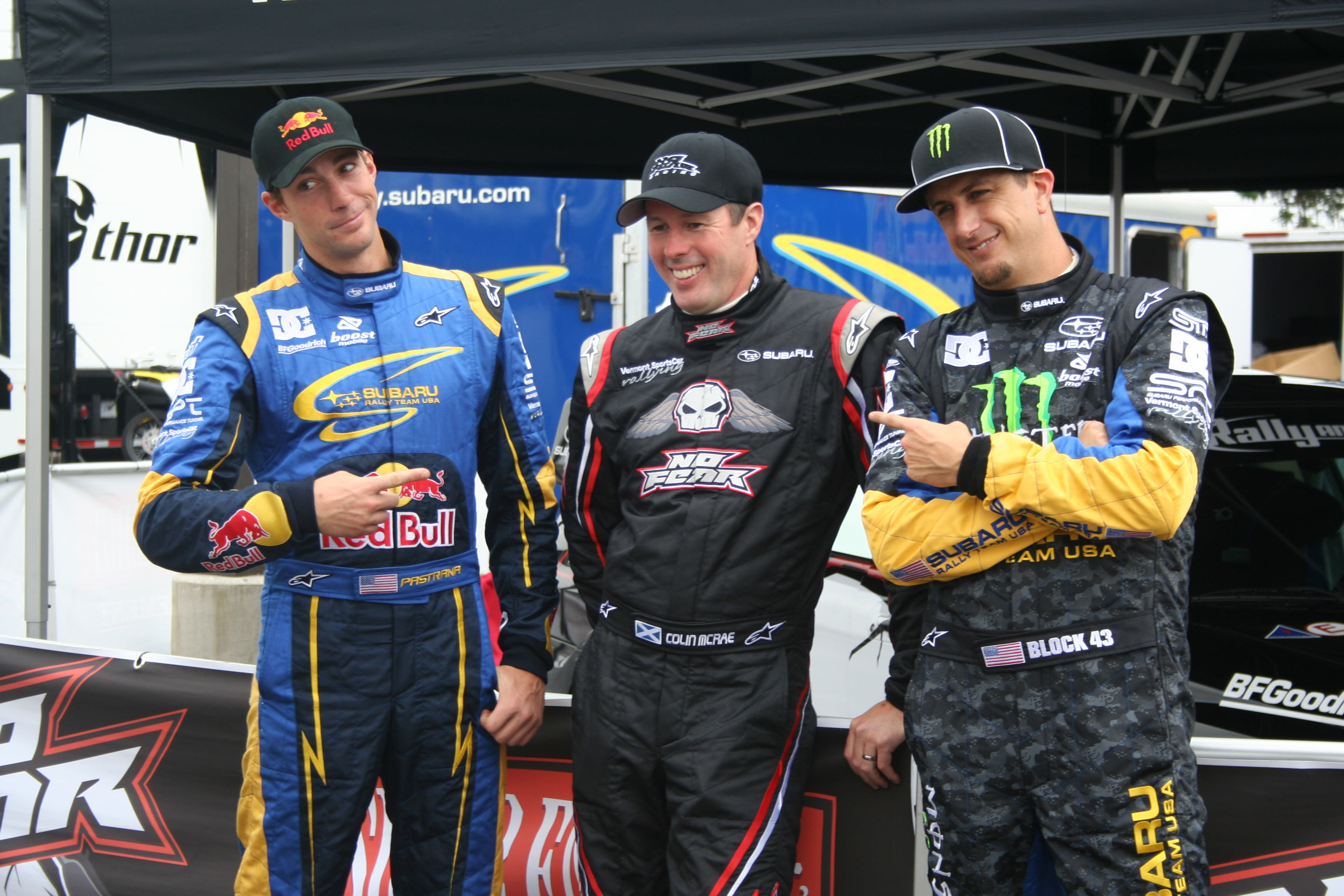
Colin McRae (középen) és Travis Pastrana (balra) társaságában

Ken Block már fiatalon megszerette az extrém sportokat. Elég későn, 38 évesen indult először profi versenyen, 2005-ben vett részt először hazája ralibajnokságán, elsőként egy Subaru WRX STi-vel. Több kategória, valamint egy abszolút dobogós helyezést szerzett első évében, és végül kategória harmadik, míg összetettben negyedikként zárta a szezont, valamint elnyerte az év újonca címet.
2006-ban Travis Pastrana csapattársa lett a Subaru Rally Team USA alakulatánál. Az év folyamán két versenyt nyert és az összetett második helyén végzett, ezentúl rajthoz állt az X Games-en is, melyen a bronzérmet szerezte meg.
2007-ben is elindult az X Gamesen, valamint továbbra is az amerikai ralibajnokság állandó résztvevője volt. Előbbin ezüstérmet nyert, még utóbbin a harmadik helyen fejezte be az évet. Szintén ebben a szezonban teljesítette első rali-világbajnoki versenyeit, Mexikóban tizenhatodik, Új-Zélandon pedig a harminchatodik helyen ért célba az "N" csoportos értékelésben.
A 2008-as évben mindössze egy versenyen, az Új-Zéland ralin állt rajthoz a világbajnokság futamai közül. Ekkor azonban az N csoportos világbajnokság nevezői közt volt, és a bajnoki értékelés tizenharmadik helyén ért célba. Az ez évi X Games küzdelmein ismét érmet szerzett, ezúttal bronzérmes lett. Az amerikai bajnokságot pedig a második helyen zárta.
A 2009-es amerikai bajnokságban a negyedik helyen végzett, világbajnoki futamon ebben az évben nem vett részt.

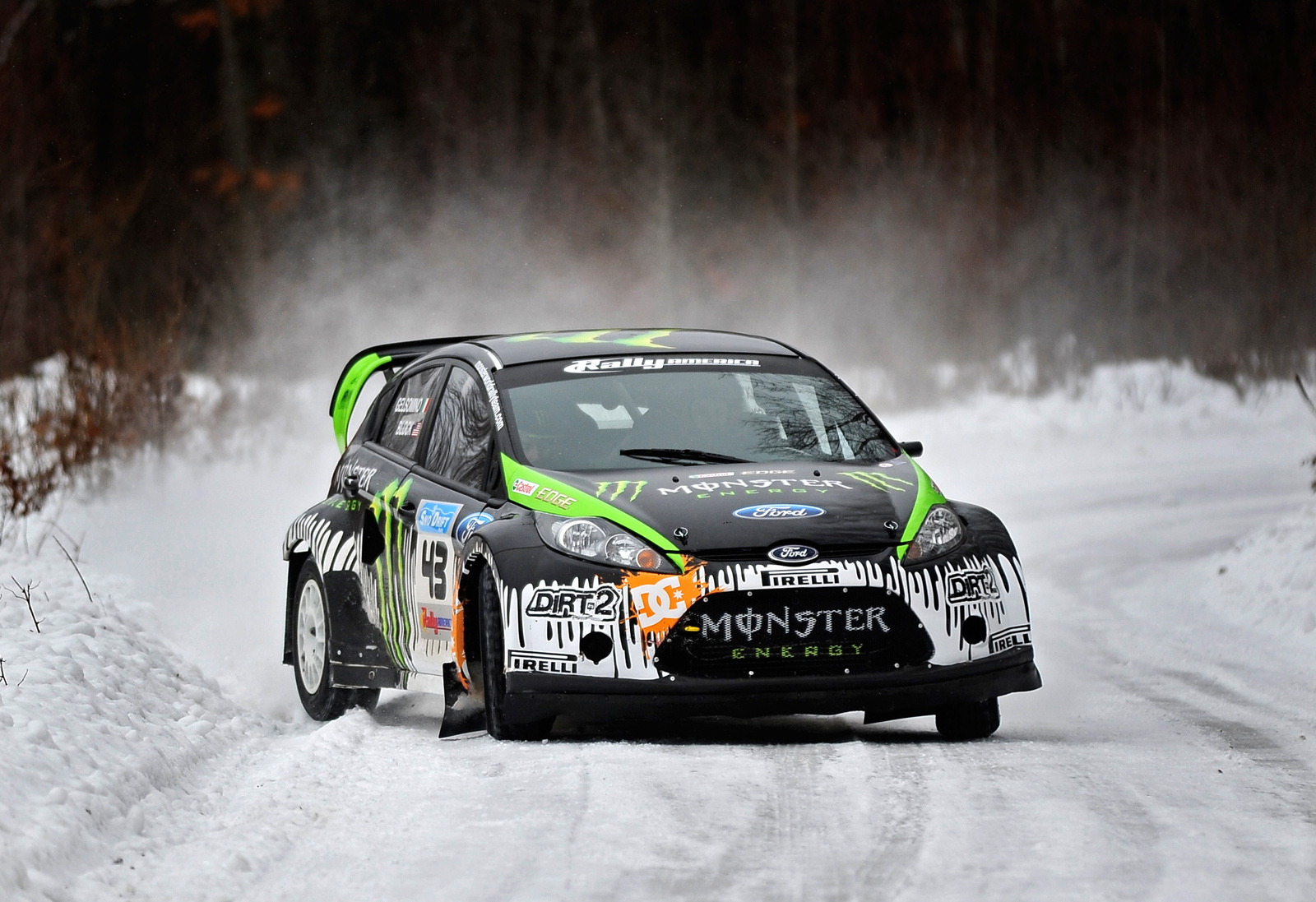
Block 2010-ben a Ford Fiestában.

2010-ben távozott a Subarutól, és a Fordhoz igazolt, melynek köszönhetően saját bevallása szerint élete egyik álma vált valóra azzal, hogy indulhatott a 2010-es WRC mezőnyében. Ebben az évben egy Ford Fiestával, a világbajnoki futamokon pedig egy 2008-as specifikációjú Ford Focus RS WRC-vel állt rajthoz. Főszponzora a Monster Energy volt, akik megalapították a Monster World Rally Team-et, hogy Block indulhasson a rali-világbajnokságban. Az idény során hét versenyen vett részt, végül az összesítés 19. pozíciójában zárt a spanyol viadalon szerzett 9. helyének (és az ezáltal kasszírozott 2 világbajnoki pontnak) köszönhetően.
A 2011-es világbajnoki sorozatban már egy Ford Fiesta RS WRC volánja mögött igyekezett felvenni a versenyt az élmenőkkel. Ebben az évben 9 alkalommal volt lehetősége indulni és a bajnokságban a pontverseny 22. helyén végzett 6 megszerzett ponttal. A márciusi portugál ralin elszenvedett látványos bukásukat követően navigátorával, Alex Gelsominóval egyetemben kórházba is kellett szállítani, de szerencsére mindketten megúszták a balesetet komolyabb sérülések nélkül.
2012-ben a GRC Globális ralikrosszbajnokságban versenyzett, ahol összesítésben az 5. helyen végzett. Elindult három világbajnoki futamon és az év végi értékelésben a 28. helyen rangsorolták 4 ponttal. A 2012-es X-Gamesen ezüstérmet szerzett és csak a 9-szeres világbajnok, Sébastien Loeb zárt előtte.
2013-ban egy világbajnoki futamon indult el, a Mexikó ralin, amin elérte pályafutása legjobb világbajnoki eredményét és a 7. helyen ért célba. Ezzel 6 pontot gyűjtött és a világbajnoki összesítésben a 20. helyen rangsorolták. Az Globális ralikrosszbajnokságban megnyerte a szezonzáró futamot Las Vegasban. Az amerikai ralibajnokságban teljes szezont futott, ahol összetettben a 2. helyen végzett 3 futamgyőzelemmel.
Egy idénnyel később, 2014-ben egy futamon képviseltette magát, Spanyolországban, ahol az utolsó szakaszig a 10. pozícióban állt, de ott defektet kapott, mely miatt rengeteg időt vesztett, végül a 12. helyen futott be.

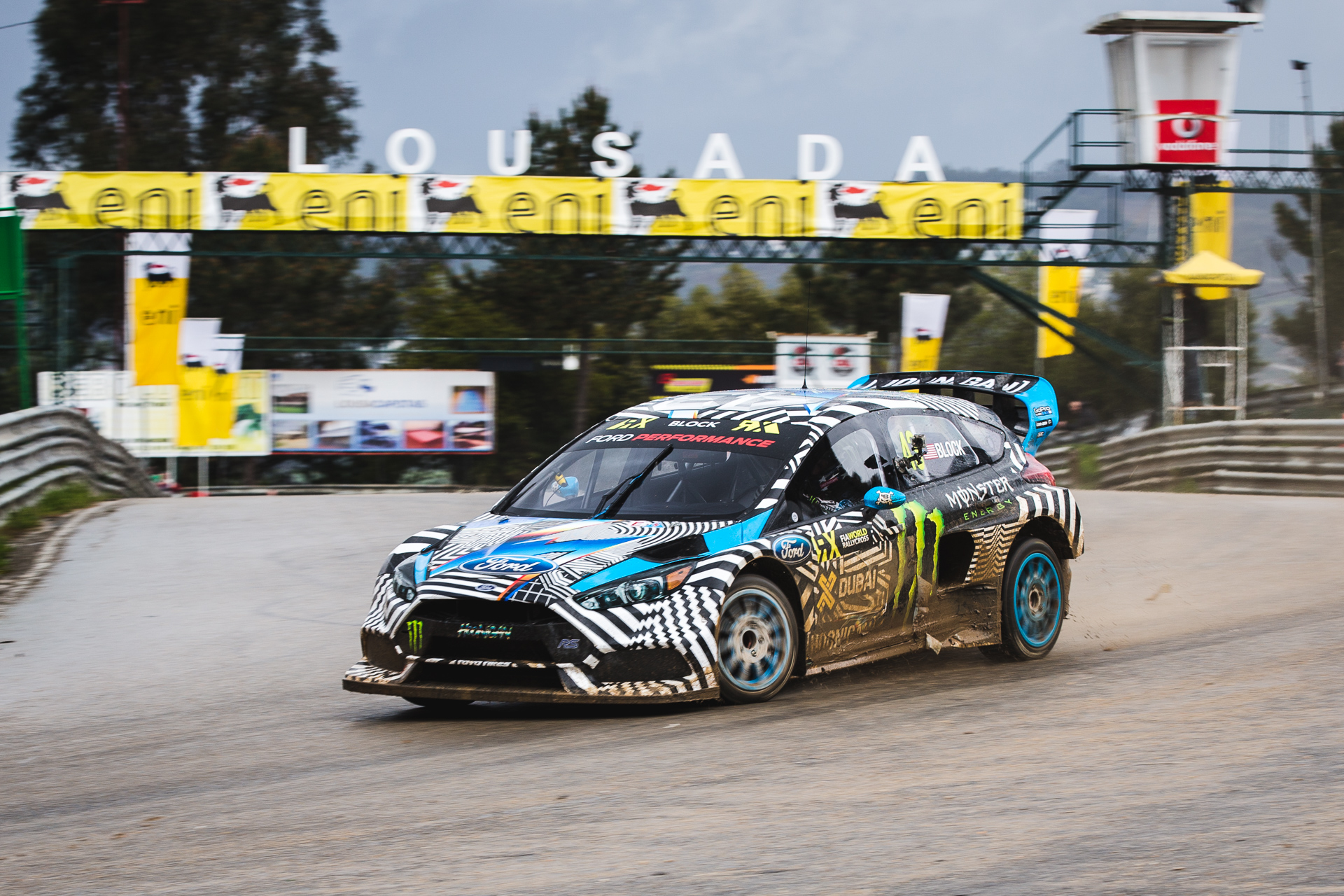
Block a 2016-os portugál ralikrossz futamon.

2016-ban és 2017-ben a ralikrossz-világbajnokságon is indult. Legjobb eredményét első idényében érte el a németországi Hockenheimben, ahol a dobogós 3. pozícióban rangsorolták.

### Gymkhama
Ken Block igazi sikerét a Gymkhama videósorozata hozta meg számára, melyekben a raliversenyzés határait mutatja be. Több látványos jelenetet vettek fel, például szűk utcákon, hegyoldalon és kikötőben is száguldozott. A sorozathoz a gyári Ford szolgáltatta a versenygépeket. 2009-ben először vitte el a BBC Top Gear című műsorában James Mayt egy aktív repülőtérre, Inyokernben. 2010. augusztus 24-én kiadta az első saját, háromrészes videósorozatát, ahol az új Ford Fiestájával szerepelt. 2010 szeptemberében YouTube-ra is publikált és a videót több mint hétmillióan nézték meg az első hetében.
Az eredeti Gymkhana szériából 10 rész készült el, az utolsó 2018-ban. Az összes milliós nézettséget ért el. Ezeken kívül egyéb stílusú videókat is bemutatott. 
2021-ben bejelentette, hogy 11 év után véget ér a Forddal való együttműködése, majd a német Audi lett a beszállítója és a főszponzora. 2022-ben már egy teljesen egyedi tervezésű, kizárólag az ő számára elkészített Audi S1 Hoonitron kódjelű modellel ralizott.

#### Lista
| #                                                                                       | Videónév                                                                     | Autó                                    | Helyszín                             |
| --------------------------------------------------------------------------------------- | ---------------------------------------------------------------------------- | --------------------------------------- | ------------------------------------ |
| 1                                                                                       | Ken Block Gymkhana Practice                                                  | Subaru Impreza WRX STI                  | Marine Corps Air Station El Toro     |
| 2                                                                                       | Ken Block Gymkhana Two the Infomercial                                       | Subaru Impreza WRX STI                  | Port of Los Angeles                  |
| 3                                                                                       | Ken Block's Gymkhana Three, Part 2; Ultimate Playground; l'Autodrome, France | Ford Fiesta GYM3                        | Autodrome de Montlhéry               |
| 4                                                                                       | Ken Block's Gymkhana Four; The Hollywood Megamercial                         | Ford Fiesta H.F.H.V                     | Universal Studios Lot                |
| 5                                                                                       | Ken Block's Gymkhana Five: Ultimate Urban Playground; San Francisco          | Ford Fiesta H.F.H.V                     | San Francisco                        |
| 6                                                                                       | Ken Block's Gymkhana Six – Ultimate Gymkhana Grid Course                     | Ford Fiesta ST RX43                     | San Bernardino International Airport |
| 7                                                                                       | Ken Block's Gymkhana Seven: Wild in the Streets of Los Angeles               | Ford Mustang RTR "Hoonicorn"            | Downtown Los Angeles                 |
| 8                                                                                       | Ken Block's Gymkhana Eight: Ultimate Exotic Playground in                    | Ford Fiesta ST RX43                     | Dubaj                                |
| 9                                                                                       | Ken Block's Gymkhana Nine: Raw Industrial Playground                         | Ford Focus RS RX                        | Western New York                     |
| 10                                                                                      | Ken Block's Gymkhana Ten: The Ultimate Tire Slaying Tour                     | Ford Fiesta WRC                         | Luleå                                |
| 10                                                                                      | Ken Block's Gymkhana Ten: The Ultimate Tire Slaying Tour                     | Ford Mustang RTR "Hoonicorn V2"         | Detroit                              |
| 10                                                                                      | Ken Block's Gymkhana Ten: The Ultimate Tire Slaying Tour                     | Ford Focus RS RX                        | Guanajuato                           |
| 10                                                                                      | Ken Block's Gymkhana Ten: The Ultimate Tire Slaying Tour                     | Ford Escort RS Cosworth "The Cossie"    | Los Angeles                          |
| 10                                                                                      | Ken Block's Gymkhana Ten: The Ultimate Tire Slaying Tour                     | Ford F-150 "Hoonitruck"                 | Shamerock, Texas                     |
| Travis Pastrana Takeover                                                                |                                                                              |                                         |                                      |
| 11                                                                                      |                                                                              | Subaru WRX STI "Air Slayer"             | Annapolis                            |
| 12                                                                                      |                                                                              | Subaru Leone GL Wagon "Family Huckster" | South Florida                        |
| Egyéb videók                                                                            |                                                                              |                                         |                                      |
|                                                                                         | Ken Block Drifts London                                                      | Ford Mustang RTR "Hoonicorn"            | London                               |
| Ken Block's Climbkhana: Pikes Peak Featuring the Hoonicorn V2                           | Ford Mustang RTR "Hoonicorn V2"                                              | Pikes Peak                              |                                      |
| Ken Block's Climbkhana Two: Hoonitruck on China's Most Dangerous Road; Tianmen Mountain | Ford F-150 "Hoonitruck"                                                      | Tianmen Mountain                        |                                      |
| Ken Block's Electrikhana: High Stakes Playground; Las Vegas, in the Audi S1 Hoonitron   | Audi S1 Hoonitron                                                            | Las Vegas                               |                                      |

### Egyéb versenyek
2005-ben a DC Shoes munkatársaival együtt részt vett a Gumball 3000 ralin. Az eseményre három módosított, 2004-es gyártású Subaru WRX ST-vel neveztek. 
2006-ban Brian Scottóval együtt versenyzett a "One Lap of America" versenyen egy akkori évjártú Subaru WRX STi-vel. Összesítésben a 45. helyen végeztek. 2007-ben Block csatlakozott az új-zélandi Snow Park DC Shoes Snowboard csapatához. Az alakulattal indult félprofi versenyszámokban. Egy nagy ugrás utáni elesett és megrepedt a gerincén az egyik csigolya, amely után azonnal kórházba szállították.
2010-ben Block társalapítója lett a "Gymkhana Grid" nevű versenynek, amelyet évente rendeznek meg világszerte. Még ebben az évben megalapította saját versenycsapatát, a Hoonigan Racing Division-t.
2021-ben a Baja 1000-es futamon vett részt a kamionos géposztályában és a 4. lett. Az ő birtokában van a világ legerősebb "snowcat-je", a Ford RaptorTrax, amely világrekorder.

## Halála
2023. január 2-án az Amerikai Egyesült Államok, Utah államában található Woodlandben egy motorosszán-balesetben vesztette életét 55 évesen. A Wasatch megyei Serrif Hivatal tájékoztatása szerint hómobiljával egy meredek lejtőn, nagy sebességgel haladt lefelé, majd elvesztette uralmát a gép felett és felborult. A lezúduló hótömeg és a motorosszán maga alá temette Blockot, aki olyan súlyos sérüléseket szenvedett, hogy még a helyszínen halottnak nyilvánították.
Tiszteletére a Nemzetközi Automobil Szövetség (FIA) elnöke, Mohammed bin Szulajm bejelentette, hogy a rali-világbajnokságból (WRC) visszavonultatják a #43-as rajtszámot, amellyel Block legtöbbször indult.

## Eredményei

### Teljes amerikai ralibajnokság eredménysorozata
| Év   | Autó                   | 1      | 2      | 3      | 4      | 5      | 6      | 7      | 8      | 9       | Helyezés | Pont |
| ---- | ---------------------- | ------ | ------ | ------ | ------ | ------ | ------ | ------ | ------ | ------- | -------- | ---- |
| 2005 | Subaru Impreza WRX STi | SNO 5  | ORE 7  | SUS 3  | PIK 4  | MAI 3  | OJI Ki | COL 4  | LSP 3  |         | 4.       | 65   |
| 2006 | Subaru Impreza WRX STi | SNO 3  | ACR 1  | ORE 3  | SUS Ki | MAI 11 | OJI Ki | COL Ki | LSP 1  | WIL 3   | 2.       | 90   |
| 2007 | Subaru Impreza WRX STi | SNO 6  | ACR 1  | ORE 2  | OLY 4  | SUS Ki | NEW 3  | OJI 2  | COL 1  | LSP Ret | 3.       | 109  |
| 2008 | Subaru Impreza WRX STi | SNO 5  | ACR 1  | OLY 1  | ORE Ki | SUS Ki | NEW Ki | OJI Ki | COL 5  | LSP 1   | 2.       | 86   |
| 2009 | Subaru Impreza WRX STi | SNO Ki | ACR 1  | OLY Ki | ORE Ki | SUS 1  | NEW 2  | OJI Ki | COL Ki | LSP 3   | 4.       | 80   |
| 2010 | Ford Fiesta            | SNO Ki | ARC 1  | OLY Ki | ORE Ki | SUS Ki | NEW Ki |        |        |         | 13.      | 27   |
| 2012 | Ford Fiesta ST         | SNO    | ACR 1  | ORE    | SUS    | NEW    | OJI 1  |        |        |         | 4.       | 44   |
| 2013 | Ford Fiesta ST         | SNO 6  | ACR Ki | ORE 2  | SUS 1  | NEW 1  | OJI 1  | LSP Ki |        |         | 2.       | 93   |
| 2014 | Ford Fiesta ST         | SNO    | ACR 1  | ORE    | SUS    | MTW    | NEW    | OJI    | LSP    |         | 12.      | 22   |

### Teljes rali-világbajnokság eredménysorozata
| Év   | Csapat                   | Autó                   | 1      | 2      | 3      | 4      | 5   | 6      | 7     | 8      | 9      | 10     | 11     | 12     | 13     | 14  | 15  | 16  | Helyezés | Pont |
| ---- | ------------------------ | ---------------------- | ------ | ------ | ------ | ------ | --- | ------ | ----- | ------ | ------ | ------ | ------ | ------ | ------ | --- | --- | --- | -------- | ---- |
| 2007 | Ken Block                | Subaru Impreza WRX STI | MON    | SWE    | NOR    | MEX 28 | POR | ARG    | ITA   | GRE    | FIN    | GER    |        |        |        |     |     |     | HN       | 0    |
| 2007 | Rally FaNZ               | Subaru Impreza WRX STI |        |        |        |        |     |        |       |        |        |        | NZL 56 | ESP    | FRA    | JPN | IRE | GBR | HN       | 0    |
| 2008 | Subaru Rally Team USA    | Subaru Impreza WRX STI | MON    | SWE    | MEX    | ARG    | JOR | ITA    | GRE   | TUR    | FIN    | GER    | NZL 30 | ESP    | FRA    | JPN | GBR |     | HN       | 0    |
| 2010 | Monster World Rally Team | Ford Focus RS WRC 08   | SWE    | MEX 18 | JOR    | TUR 24 | NZL | POR Ki | BUL   | FIN    | GER Ki | JPN    | FRA 12 | ESP 9  | GBR 21 |     |     |     | 19.      | 2    |
| 2011 | Monster World Rally Team | Ford Fiesta RS WRC     | SWE 14 | MEX 12 | POR Ni | JOR    | ITA | ARG 18 | GRE   | FIN    | DEU 17 | AUS 19 | FRA 8  | ESP Ki | GBR 9  |     |     |     | 22.      | 6    |
| 2012 | Monster World Rally Team | Ford Fiesta RS WRC     | MON    | SWE    | MEX 9  | POR    | ARG | GRE    | NZL 9 | FIN Ki | DEU    | GBR    | FRA    | ITA    | ESP    |     |     |     | 28.      | 4    |
| 2013 | Monster World Rally Team | Ford Fiesta RS WRC     | MON    | SWE    | MEX 7  | POR    | ARG | GRE    | ITA   | FIN    | DEU    | AUS    | FRA    | ESP    | GBR    |     |     |     | 20.      | 6    |
| 2014 | M-Sport World Rally Team | Ford Fiesta RS WRC     | MON    | SWE    | MEX    | POR    | ARG | ITA    | POL   | FIN    | GER    | AUS    | FRA    | ESP 12 | GBR    |     |     |     | HN       | 0    |
| 2018 | Hoonigan Racing          | Ford Fiesta WRC        | MON    | SWE    | MEX    | FRA    | ARG | POR    | ITA   | FIN    | GER    | TUR    | GBR    | ESP Ki | AUS    |     |     |     | HN       | 0    |

### Teljes PWRC eredménysorozata
| Év   | Csapat                | Autó                   | 1   | 2   | 3   | 4   | 5   | 6      | 7   | 8   | Helyezés | Pont |
| ---- | --------------------- | ---------------------- | --- | --- | --- | --- | --- | ------ | --- | --- | -------- | ---- |
| 2008 | Subaru Rally Team USA | Subaru Impreza WRX STI | SWE | ARG | GRE | TUR | FIN | NZL 13 | JPN | GBR | hn       | 0    |

### Teljes Globális Ralikrossz-bajnokság eredménysorozata

#### Supercar
| Év   | Csapat                          | Autó           | 1      | 2      | 3        | 4      | 5      | 6      | 7      | 8      | 9     | 10      | 11      | 12    | Helyezés | Pont |
| ---- | ------------------------------- | -------------- | ------ | ------ | -------- | ------ | ------ | ------ | ------ | ------ | ----- | ------- | ------- | ----- | -------- | ---- |
| 2011 | Monster World Rally Team        | Ford Fiesta    | IRW1   | IRW2   | SEA1     | SEA2   | PIK1   | PIK2   | LA1 11 | LA2 13 |       |         |         |       | 23.      | 10   |
| 2012 | Monster World Rally Ford Racing | Ford Fiesta    | CHA 15 | TEX 8  | LA 2     | LOU 5  | LV 7   | LVC 10 |        |        |       |         |         |       | 5.       | 58   |
| 2013 | Hoonigan Racing Division        | Ford Fiesta ST | BRA 9  | MUN1 2 | MUN2 DSQ | LOU 5  | BRI 2  | IRW 6  | ATL 8  | CHA 7  | LV 1  |         |         |       | 3.       | 115  |
| 2014 | Hoonigan Racing Division        | Ford Fiesta ST | BAR 10 | AUS 11 | DC 7     | NY 3   | CHA 1  | DAY 2  | LA1 3  | LA2 2  | SEA 9 | LV 1    |         |       | 2.       | 376  |
| 2015 | Hoonigan Racing Division        | Ford Fiesta ST | FTA 1  | DAY1 8 | DAY2 2   | MCAS 1 | DET1 1 | DET2 7 | DC 3   | LA1 11 | LA2 9 | BAR1 11 | BAR1 10 | LV 10 | 7.       | 345  |

### Teljes Ralikrossz-világbajnokság eredménysorozata

#### Supercar
| Év   | Csapat                   | Autó           | 1      | 2      | 3      | 4      | 5      | 6      | 7      | 8     | 9      | 10     | 11     | 12     | Helyezés | Pont |
| ---- | ------------------------ | -------------- | ------ | ------ | ------ | ------ | ------ | ------ | ------ | ----- | ------ | ------ | ------ | ------ | -------- | ---- |
| 2014 | Hoonigan Racing Division | Ford Fiesta ST | POR    | GBR    | NOR 3  | FIN    | SWE    | BEL    | CAN    | FRA 4 | GER    | ITA    | TUR Vi | ARG    | 16.      | 32   |
| 2016 | Hoonigan Racing Division | Ford Focus RS  | POR 18 | HOC 3  | BEL 19 | GBR 14 | NOR 14 | SWE 13 | CAN 10 | FRA 6 | BAR 16 | LAT 16 | GER 12 | ARG 15 | 14.      | 63   |
| 2017 | Hoonigan Racing Division | Ford Focus RS  | BAR 9  | POR 11 | HOC 11 | BEL 8  | GBR 7  | NOR 8  | SWE 9  | CAN 9 | FRA 7† | LAT 14 | GER 14 | RSA 8  | 9.       | 112  |

† Harmadik szabálysértése miatt öt pont levonásra került.